# 七尾港駅
七尾港駅（ななおみなとえき）は、かつて石川県七尾市矢田新町に存在した日本国有鉄道（国鉄）七尾線貨物支線（七尾港線）の駅である。1984年（昭和59年）2月1日、七尾線の貨物営業廃止に伴い廃止された。

## 駅構造

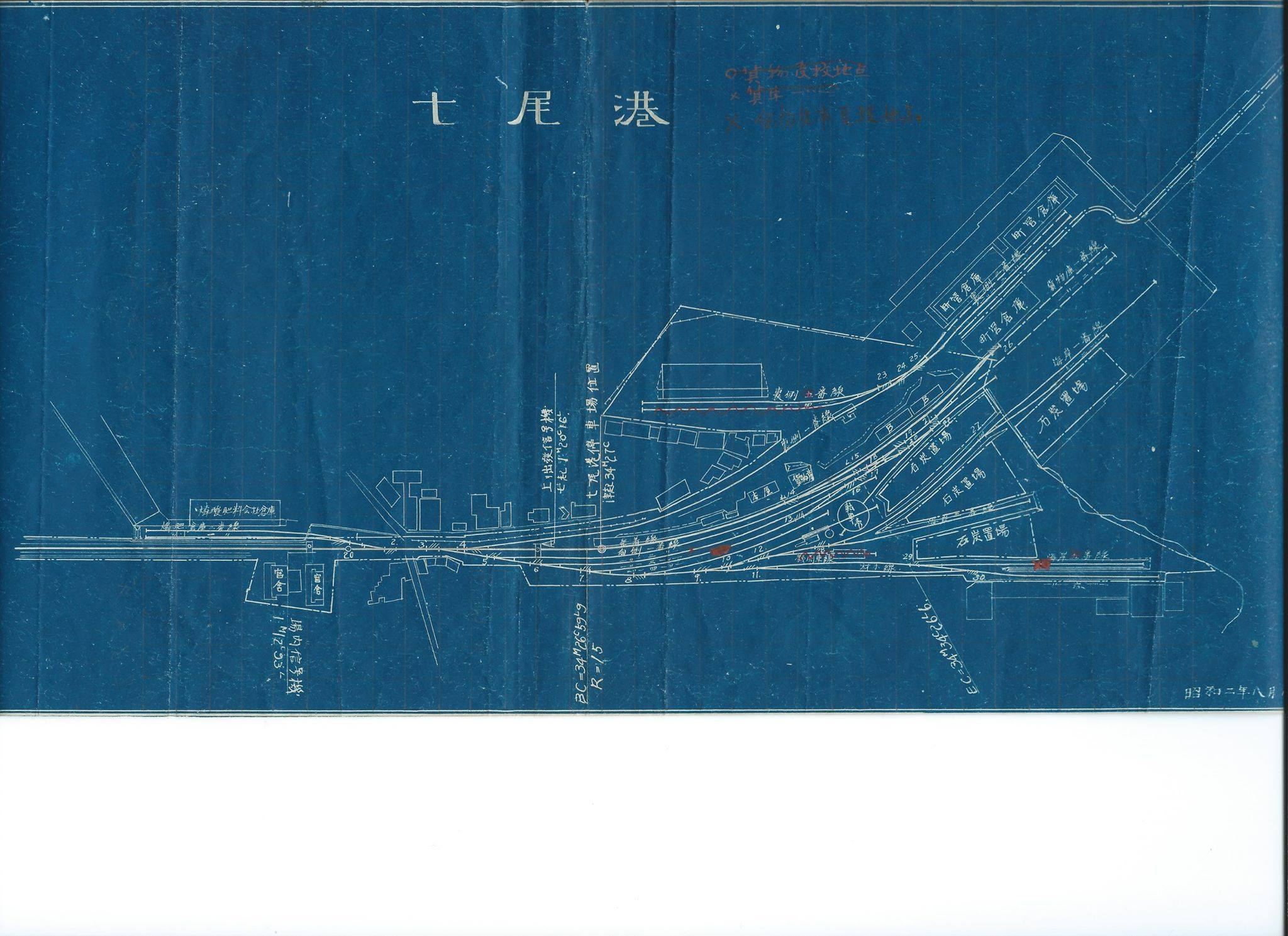
旅客営業時代の配線図（昭和2年）

## 概要
七尾港は幕末に加賀藩軍艦所が整備されるなど、日本海側における造船・軍需産業の主要港のひとつであった。明治になると七尾港への貨物物資輸送と、金沢からの旅客移動を目的とした鉄道整備の需要の高まりを受け、地元経済界の出資により「七尾鉄道」が開業し、津幡 - 当駅間の鉄道が整備された。
開業当初の駅名は「矢田新」であった。開業数年後に七尾港の旅客船との連絡運輸のため旅客営業も開始され、昭和初期まで貨物とともに旅客営業も行われていた。
現在の駅跡には記念碑と桜の木が整備され、貨物支線跡には市道が整備されている。また、七尾駅側の一部は車両を駅構内の留置線へ入れ替えを行うための引き上げ線として残されている。
2024年（令和６年）８月24日、もと駅構内跡地の一部で、能登半島地震の被災者向け仮設住宅「矢田新町第一団地」が完成。

## 歴史
- 1898年（明治31年）4月24日：七尾鉄道の津幡駅（現在の本津幡駅）[5] - 当駅間が開業[1][6]。矢田新駅（やたしんえき）として開業。貨物駅[2]。
- 1904年（明治37年）11月10日：当駅 - 七尾駅間での旅客営業を開始[2][7]。
- 1905年（明治38年）4月16日：当駅 - 金沢駅間の直通列車の運行を開始[2][7]。
- 1907年（明治40年）9月1日：七尾鉄道が国有化される[1][2]。帝国鉄道庁の駅となる。
- 1913年（大正2年）5月：矢田新機関庫廃止。
- 1917年（大正6年）4月15日：七尾港駅に改称[3]。
- 1929年（昭和4年）12月5日：旅客営業を廃止[2]。
- 1942年（昭和17年）4月1日：小荷物の取扱を開始[8]。
- 1954年（昭和29年）9月1日：小荷物の取扱を廃止[8]。
- 1984年（昭和59年）2月1日：同日施行のダイヤ改正に伴い廃駅となる[3]。

## 隣の駅
日本国有鉄道
七尾線貨物支線（七尾港線）
七尾駅 - 七尾港駅